# Cyklopentadienylové komplexy kovů

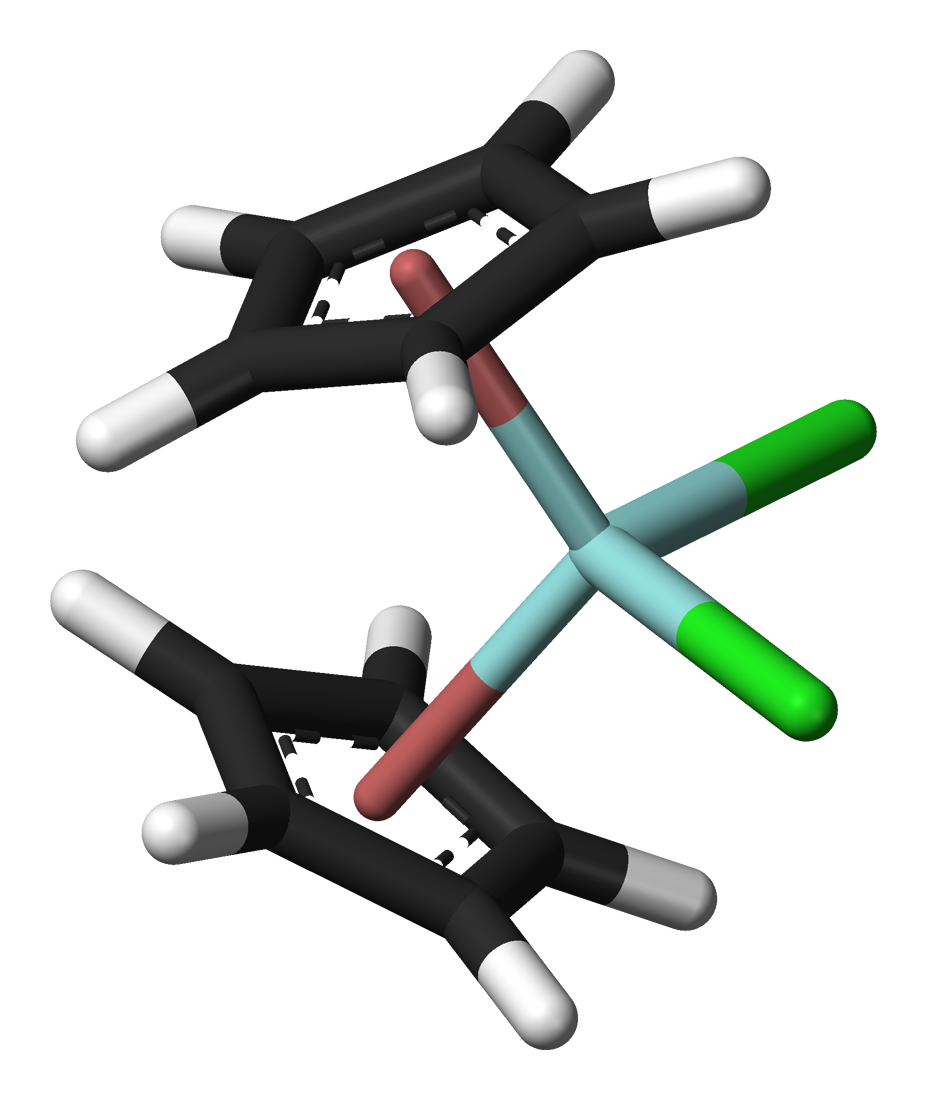
Zirkonocendichlorid, příklad cyklopentadienylového komplexu

Cyklopentadienylové komplexy kovů jsou komplexní sloučeniny kationtů kovů a cyklopentadienylových aniontů (C5H −
5 , zkráceně Cp−). Cyklopentadienylové ionty se na kovy téměž vždy navazují jako pentahapto (η5-)ligandy. Interakce mezi kovovými a cyklopentadienylovými ionty se obvykle znázorňují jednou čarou vedoucí od kovového centra ke středu Cp kruhu.

## Příklady
Biscyklopentadienylové komplexy se nazývají metaloceny; patří sem ferrocen (FeCp2), a řada obdobných sloučenin jiných kovů, jako jsou chromocen (CrCp2), kobaltocen (CoCp2) a niklocen (NiCp2). Pokud jsou Cp kruhy navzájem rovnoběžné, pak se jedná o sendvičový komplex. Sloučeniny typu [MCp2Lx] se označují jako ohnuté metaloceny. Metaloceny mají využití například jako katalyzátory při polymerizaci ethenu.
Existují také komplexy obsahující kromě cyklopentadienylu i jiné ligandy, jako například dimer dikarbonylu cyklopentadienylželeza, (Cp2Fe2(CO)4). Sloučeniny, které mají na atom kovu napojen jen jeden Cp kruh, se nazývají polosendvičové sloučeniny a patří k nim mimo jiné trikarbonyl methylcyklopentadienylmanganu, CpMn(CO)3.

## Vazby
Všech 5 atomů v Cp je navázáno na kov; tento způsob navázání se označuje jako η5-koordinace. Vazby kov–Cp vznikají překryvem pěti π molekulových orbitalů Cp ligandu s s, p a d orbitaly kovu; cyklopentadienylové komplexy tak patří mezi π komplexy. Uvedeným způsobem se mohou vázat téměř všechny přechodné kovy.
Vyskytují se i sloučeniny, ve kterých se Cp váže pouze na jeden atom uhlíku, označují se jako σ komplexy, protože mezi kovem a cyklopentadienylovým aniontem se vyskytují pouze vazby σ. Patří sem komplexy prvků 14. skupiny, jako je CpSiMe3. (Cp2Fe(CO)2) obsahuje oba uvedené druhy vazeb. Meziprodukty tvorby η5-Cp komplexů jsou pravděpodobně sloučeniny typu η1-Cp.
Také jsou známy komplexy s Cp ionty vázanými na kovy přes tři atomy uhlíku. Tyto η3-Cp komplexy mají podobné vazby jako komplexy s allylovými ligandy.
Byly popsány i „obrácené sendvičové sloučeniny“, kde jsou vázány dva atomy kovu na jeden cyklopentadienylový kruh.

## Příprava
Cyklopentadienylové komplexy se připravují podvojnými záměnami z cyklopentadienidů alkalických kovů (nejčastější jsou cyklopentadienid sodný, NaCp, a lithný, LiCp). Lze použít i trimethylsilylcyklopentadien a cyklopentadienylthallium (CpTl). K přípravě některých mohutných komplexů, jako je niklocen, slouží reakce cyklopentadienu se silnými zásadami, jako například hydroxidem draselným. Pokud se na kov navazuje jediný Cp ligand, dalším ligandem většinou bývá karbonyl, halogenid, alkyl nebo hydrid.
Většina složitějších komplexů Cp se vytváří substitucemi již připravených komplexů, kdy se nahrazují jednoduché ligandy, například halogenidy a CO.

## Příklady struktur komplexů Cp

Struktury cyklopentadienylových komplexů
Dekamethylkobaltocen, redukční činidlo odvozené od Cp*.
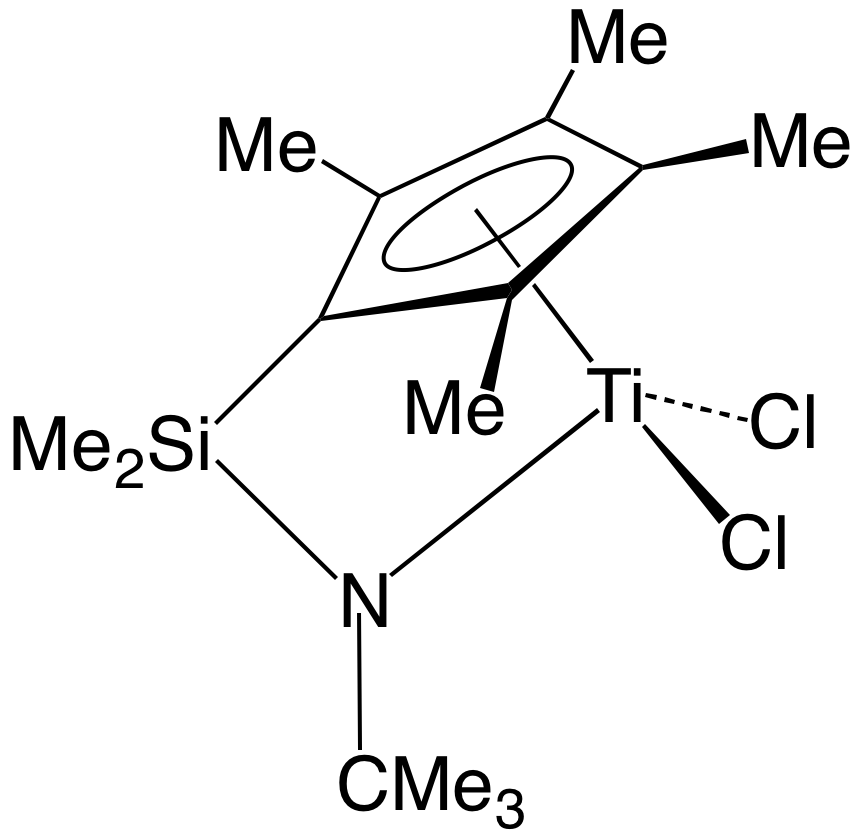
Svázaný komplex titanu
Ansa-metalocen
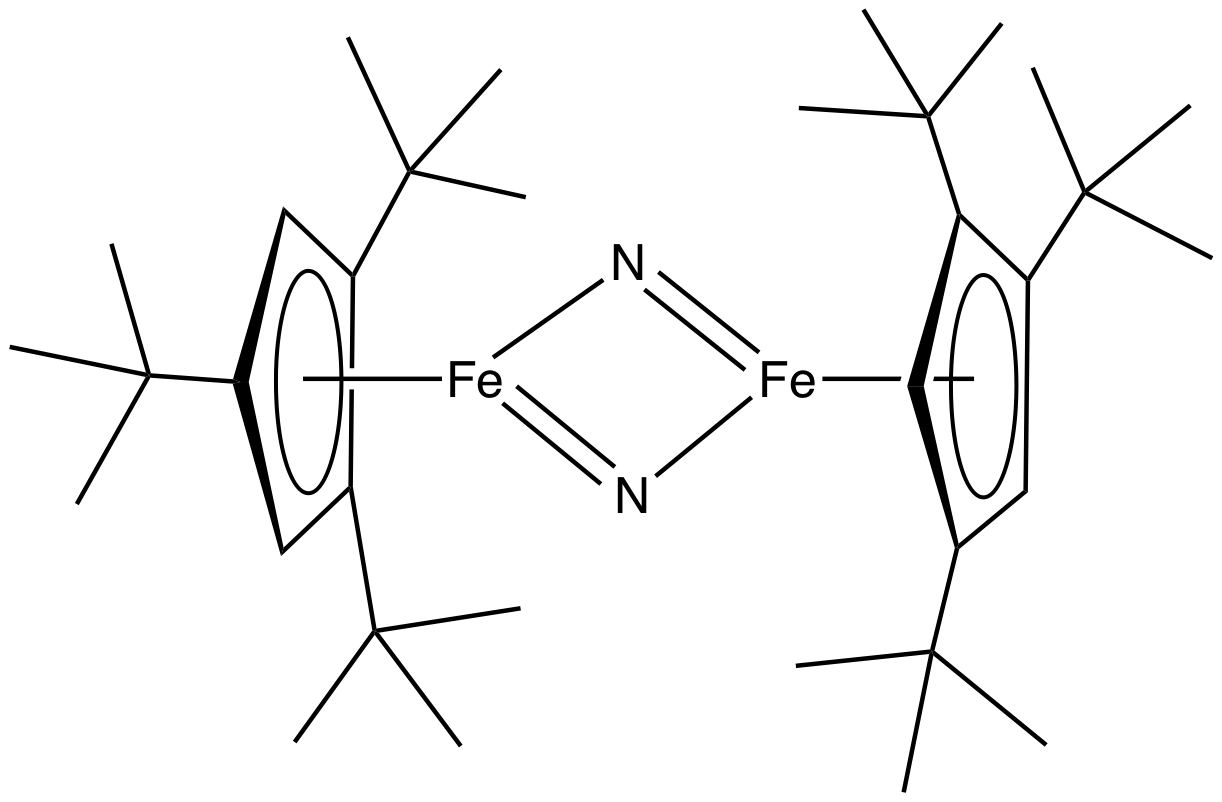
Cyklopentadienylové ligandy u (tBu3C5H2)2Fe2N2

### Ansa Cp ligandy
Dva cyklopentadienylové ligandy mohou být kovalentně propojeny přes jinou funkční skupinu a vytvářet tak ansa-metaloceny. Úhel mezi dvojicí cyklopentadienylových kruhů se nemění a rotace ligandů okolo středové osy kovů také neprobíhají. Podobné jsou ohnuté komplexy, kde jsou Cp ligandy spojeny s ligandy jiného druhu.
Tyto komplexy mají využití v průmyslové výrobě polypropylenu.

### Objemné Cp ligandy
Pentamethylcyklopentadien (Cp*) vytváří podobné komplexy, jeho ligandy se oproti cyklopentadienylovým vyznačují vyšší zásaditostí a lipofilitou. Nahrazení methylových skupin většími substituenty vede ke sloučeninám, u ktrerých kvůli sterickým efektům není možné vytvořit pentaalkylové deriváty. K ligandům tohoto typu patří C5R4H− (R = isopropyl) a 1,2,4-C5R3H2− (R = terc-butyl).

### Ohnuté metaloceny
Ohnuté metaloceny se podobají ansa-metalocenům, liší se tím, že jeden z ligandů není odvozen od cyklopentadienu.

## Použití
Cyklopentadienylové komplexy mají největší využití jako stechiometrické reaktanty při chemickém výzkumu. Sloučeniny ferrocenia jsou oxidačními činidly. Kobaltocen je silným, rozpustným, redukčním činidlem.
Deriváty titanocendichloridu (Cp2TiCl2) a zirkonocendichloridu (Cp2ZrCl2) jsou součástmi některých reaktantů používaných v organické syntéze. Reakcemi s aluminoxany z nich vznikají Zieglerovy–Nattovy katalyzátory.